# Warriors of the World
Warriors of the World é o nono álbum de estúdio da banda estadunidense de heavy metal Manowar, lançado em 4 de junho de 2002. Entre as faixas encontram-se tributos a Wagner, Pavarotti e Elvis Presley. A arte da capa é de autoria de Ken Kelly.

## Faixas
Todas as faixas escritas por Joey DeMaio, exceto as anotadas.
| N.º | Título                                                          | Duração |  |
| 1.  | "Call to Arms"                                                  | 5:29    |  |
| 2.  | "The Fight for Freedom" (Karl Logan, DeMaio)                    | 4:26    |  |
| 3.  | "Nessun Dorma" (Giuseppe Adami, Giacomo Puccini, Renato Simoni) | 3:29    |  |
| 4.  | "Valhalla"                                                      | 0:32    |  |
| 5.  | "Swords in the Wind" (Logan, DeMaio)                            | 5:10    |  |
| 6.  | "An American Trilogy" (Mickey Newbury)                          | 4:20    |  |
| 7.  | "The March"                                                     | 3:56    |  |
| 8.  | "Warriors of the World (United)"                                | 5:56    |  |
| 9.  | "Hand of Doom"                                                  | 5:49    |  |
| 10. | "House of Death"                                                | 4:19    |  |
| 11. | "Fight Until We Die"                                            | 4:00    |  |

## Membros
- Eric Adams - Vocal
- Karl Logan - Guitarra
- Joey DeMaio - Baixo e Teclado
- Scott Columbus - Bateria

## Desempenho nas paradas
| Parada musical (2002)                         | Posição |
| --------------------------------------------- | ------- |
| Suíça (Schweizer Hitparade)                   | 25      |
| Alemanha (Offizielle Deutsche Charts)         | 2       |
| Áustria (Ö3 Austria Top 40)                   | 6       |
| Suécia (Sverigetopplistan)                    | 13      |
| Finlândia (Suomen virallinen lista)           | 17      |
| França (SNEP)                                 | 40      |
| Noruega (VG-lista)                            | 14      |
| Itália (FIMI)                                 | 23      |
| Estados Unidos (Billboard Independent Albums) | 42      |